# Casa Buil
Casa Buil de San Vicente de Labuerda es un monumento no declarado ubicado en San Vicente de Labuerda localidad que pertenece al municipio de Labuerda, comarca de Sobrarbe, provincia de Huesca, Aragón, España.

## Descripción
Este conjunto inicialmente era una torre defensiva a la que se fueron añadiendo diferentes construcciones originado un conjunto cerrado formado por vivienda, lagar, patio y capilla particular dedicada a la Inmaculada. Dentro de esta edificación lo más destacable son la torre de planta cuadrada y cuatro pisos y la capilla. Existe una pila de aceite tallada de piedra con la inscripción: “DOMINGO BUIL / ME FECIT AÑO / DOMINI [CA] 1693 / [¿DEUCASE?]”.

## Historia
La construcción original corresponde al siglo XVI, la realización de la obra arquitectónica se realizó en el siglo XVII y la restauración entre 1990-1995.

## Tradiciones
En agosto se celebra la fiesta de la Asunción, los propietarios agasajan a los asistentes repartiendo tortas de caridad.

## Galería de imágenes

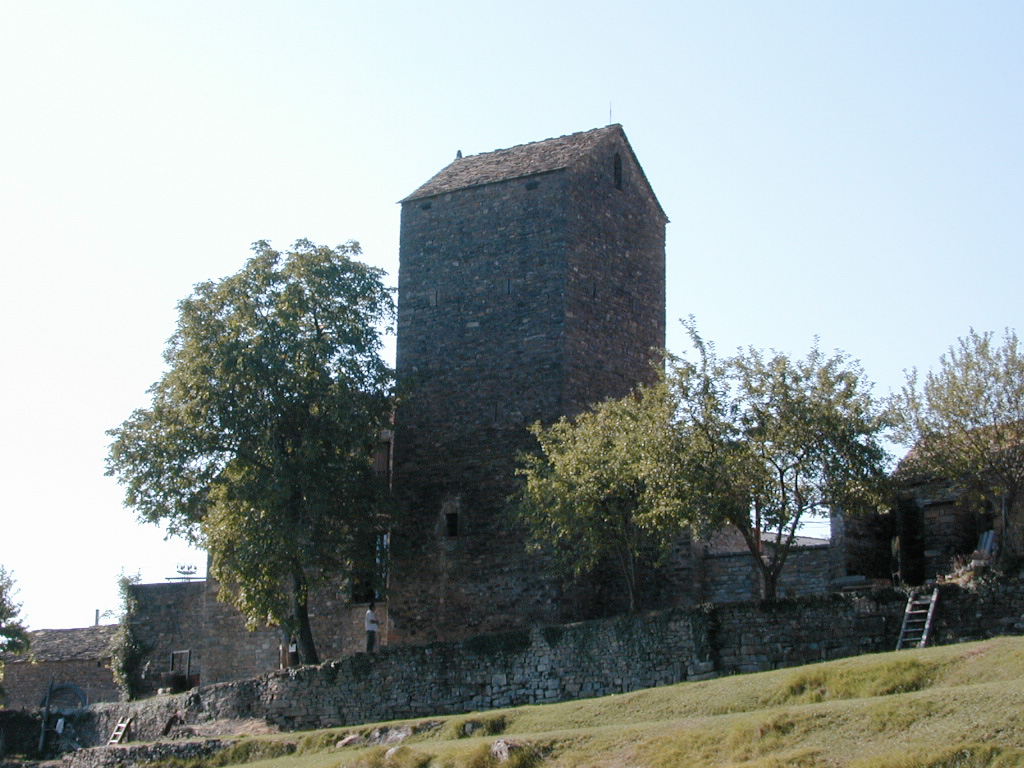
La torre desde el noroeste
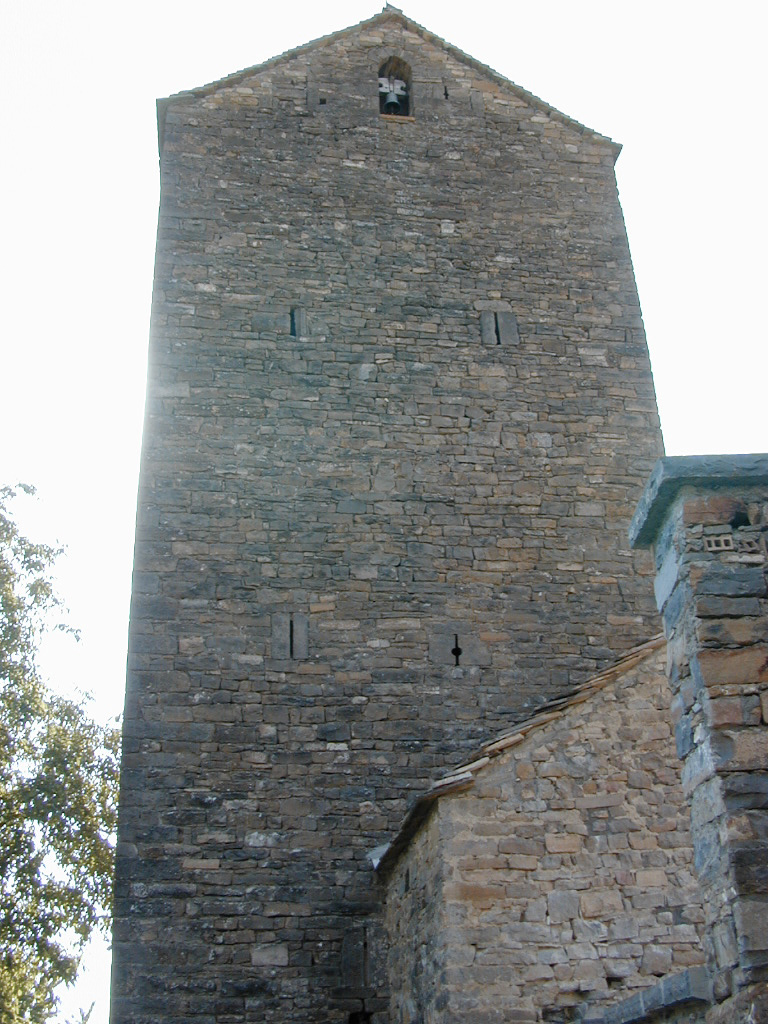
La torre desde el oeste
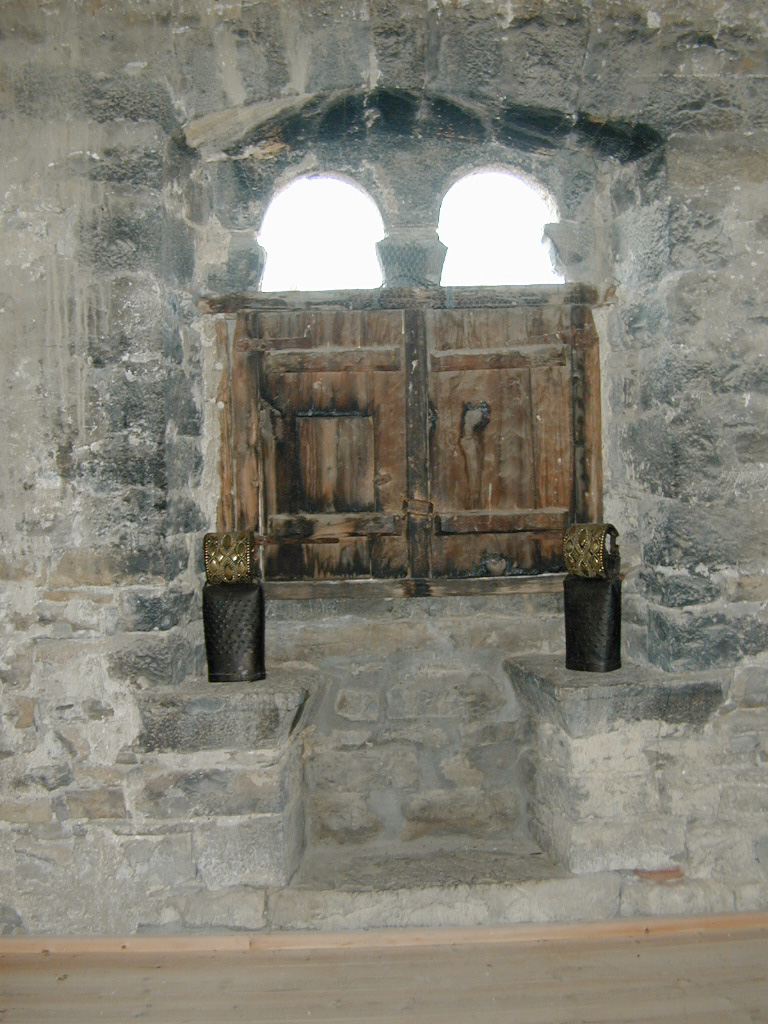
Ventana ajimezada de la torre
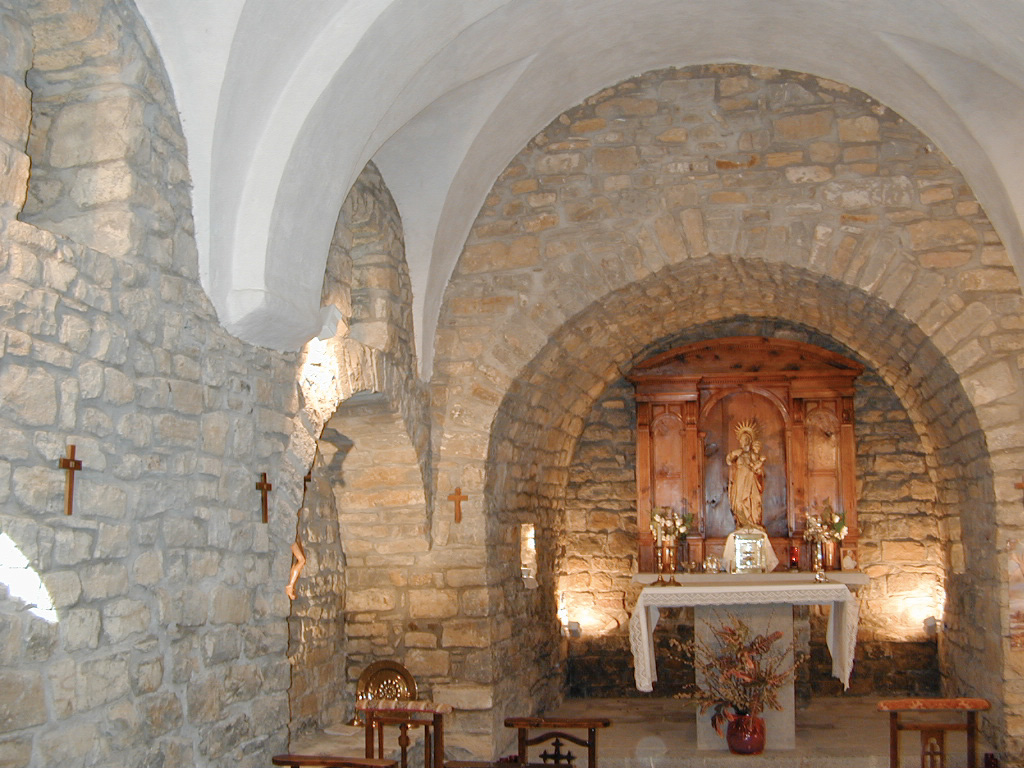
Capilla privada
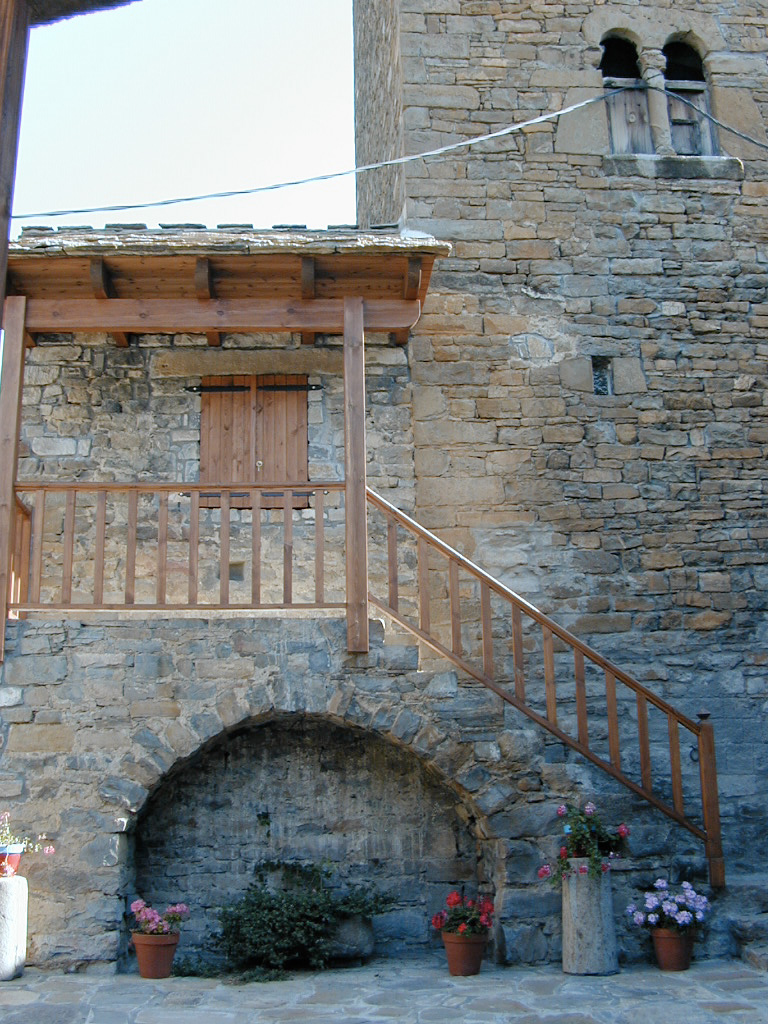
Lagar